# Donovan Jackson
Donovan Jackson (Milwaukee, Wisconsin, 9 de febrero de 1996) es un baloncestista estadounidense que pertenece a la plantilla de los Soles de Mexicali de la LNBP mexicana. Con 1,88 metros de estatura, juega en la posición de base.

## Trayectoria deportiva

### Universidad
Jugó dos temporadas con los Iowa Wesleyan Tigers (2014-2016) y otras dos temporadas con Iowa State Cyclones (2016-2018). Tras no ser elegido en el Draft de la NBA de 2018, debutaría como profesional en la República Checa con BK Pardubice en el que promediaría 14 puntos por encuentro en 24 partidos disputados y jugaría dos encuentros de la Basketball Champions League.
El 31 de julio de 2019, firma por el Kolossos Rodou BC de la A1 Ethniki, el primer nivel del baloncesto griego. En la temporada 2019-20 promedia 13.19 puntos por encuentro en 16 partidos disputados.